# Borough of Hyndburn
Hyndburn är ett distrikt (motsvarande kommun) i grevskapet Lancashire i England, Storbritannien. Distriktet har 83 213 invånare (2022). Större orter är Accrington, Great Harwood  och Oswaldtwistle. Altham är distriktets enda civil parish, resten av distriktet är en unparished area.